# Saint-Pierre-le-Vieux (Lozère)
Saint-Pierre-le-Vieux è un comune francese di 298 abitanti situato nel dipartimento della Lozère nella regione dell'Occitania.

## Società

### Evoluzione demografica
Abitanti censiti